# 宣王 (周)
宣王（せんおう、不詳 - 紀元前782年）は、周朝の第11代王。
父の厲王は前842年に逃亡し、以後は王が不在のまま共和制が敷かれていた。紀元前828年に厲王が崩御した後、厲王の子である静が王として立てられた。治世前期は周の定公・召の穆公を輔政とし国勢が中興し、宣王中興と称される時期を築いた。
他にも、新興諸侯として弟の王子友（桓公）を鄭に封じたことが事蹟として挙げられる。
他方、軍事面では秦仲や杜伯といった大夫たちに命じて積極的な異民族征伐に乗り出したが、こちらは徐々に劣勢となり、紀元前789年の千畝（せんぽ）の役で姜戎に大敗するなど、あまり思わしくなかった。また、急速な軍拡のために「民を計るべからず」という臣下の反対にも耳を貸さず、戸口調査と徴兵を強行し、民は怨嗟し「山桑の弓、草木のえびら、周のお国を滅ぼすよ」という歌が流行るまでになった。山桑の弓や草木のえびらは、当時、子供が弓の練習に使ったもので、国中が軍事色に包まれていくことへのあてつけであった。これは、やがて褒姒の事件を引き起こし、西周の滅亡に繋がってしまう。
治世後期には政治面でも厲王にみられる君主独裁化が進み、魯の継嗣問題介入、杜伯の処刑など諸侯への圧迫を強めていったため、周王朝の求心力は徐々に低下へと向かう。その末路は定かではないが、『墨子』明鬼篇によれば杜伯を処刑した3年後に、鬼神の力を借りた杜伯によって射殺されている。
賛否両論の分かれる王ではあるが、中興の努力の多くは空回りし、裏目に出て、周の衰退を早めてしまった、という点では、評価の一致を見るだろう。
文化面ではこの時代、籀（ちゅう）により『史籀篇』（しちゅうへん）が著され、書体のひとつの大篆にあたる籀文（籀書）ができあがった。